# Морозенко, Александр Фёдорович
Александр Фёдорович Морозенко (11 марта 1947 — 11 января 2024) — российский государственный деятель, председатель Калининградского горисполкома Московской области (1989—1991), глава администрации города Калининград (Королёв) (1995—2011).

## Биография
Родился 11 марта 1947 года в городе Калининград Московской области. Окончил Калининградский механический техникум (1966), а затем заочно — Московское высшее техническое училище им Н. Э. Баумана по специальности инженер-электромеханик.
В 1966—1987 годах работал в ЦНИИМаше: старший техник, инженер, ведущий инженер.
С 1987 года первый заместитель председателя, с 1989 — председатель Калининградского горисполкома.
С декабря 1991 года зав. отделом экономических советников администрации Московской области. С декабря 1993 года начальник отдела Федерального казначейства по городу Калининграду.
С 8 декабря 1995 года исполнял обязанности главы города Калининграда. На выборах главы города в марте 1996 года одержал победу и избавился от приставки «и. о.» (Калининград переименован 8 июля 1996 г. в город Королёв). Переизбирался на пост главы Королёва еще три раза — в 1999, 2003, 2008 годах.
По его инициативе в 1998 году был создан Технологический университет им. А.А. Леонова.
В 2000 году в Государственном университете управления защитил кандидатскую диссертацию на тему «Комплексная модель управления наукоградом (на примере города Королева)».
Почётный работник жилищно-коммунального хозяйства РФ. Награждён орденом Почёта, орденом Дружбы, медалями «За трудовое отличие», «Ветеран труда».